# Livingston County (Missouri)
Das Livingston County ist ein County im US-amerikanischen Bundesstaat Missouri. Im Jahr 2020 hatte das County 14.557 Einwohner und eine Bevölkerungsdichte von 10,5 Einwohnern pro Quadratkilometer. Der Verwaltungssitz (County Seat) ist Chillicothe, das nach der gleichnamigen Stadt in Ohio benannt wurde.

## Geografie
Das County liegt im mittleren Nordwesten von Missouri. Es hat eine Fläche von 1395 Quadratkilometern, wovon 10 Quadratkilometer Wasserfläche sind. An das Livingston County grenzen folgende Nachbarcountys:
| Daviess County  | Grundy County  |                 |
|                 |                | Linn County     |
| Caldwell County | Carroll County | Chariton County |

## Geschichte

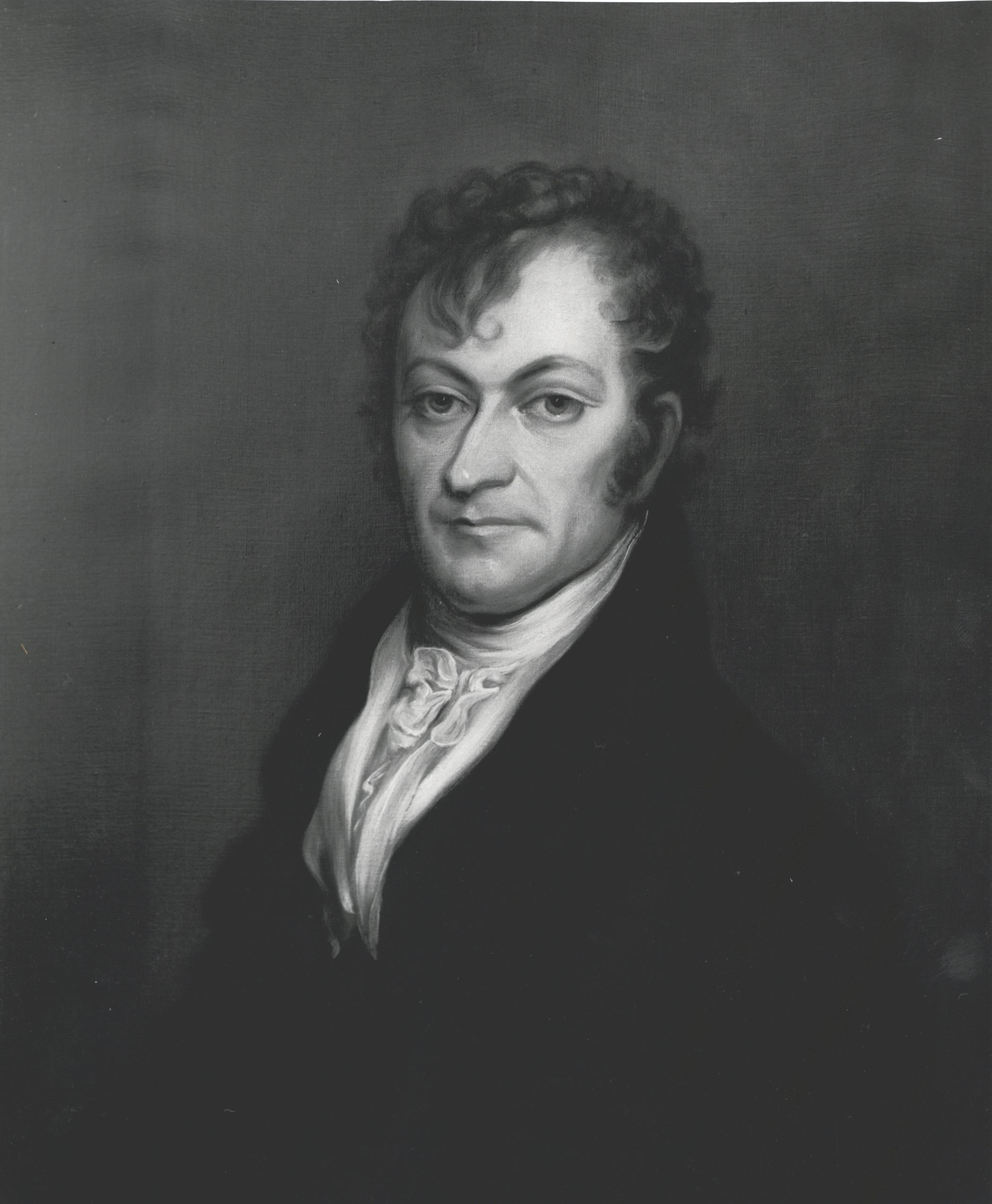
Livingston

Das Livingston County wurde 1837 gebildet. Benannt wurde es nach Edward Livingston (1764–1836), einem früheren US-Außenminister.

## Demografische Daten
Nach der Volkszählung im Jahr 2010 lebten im Livingston County 15.195 Menschen in 5688 Haushalten. Die Bevölkerungsdichte betrug 11 Einwohner pro Quadratkilometer. In den 5688 Haushalten lebten statistisch je 2,44 Personen.
Ethnisch betrachtet setzte sich die Bevölkerung zusammen aus 95,3 Prozent Weißen, 2,7 Prozent Afroamerikanern, 0,4 Prozent amerikanischen Ureinwohnern, 0,3 Prozent Asiaten sowie aus anderen ethnischen Gruppen; 1,2 Prozent stammten von zwei oder mehr Ethnien ab. Unabhängig von der ethnischen Zugehörigkeit waren 1,3 Prozent der Bevölkerung spanischer oder lateinamerikanischer Abstammung.
21,7 Prozent der Bevölkerung waren unter 18 Jahre alt, 59,9 Prozent waren zwischen 18 und 64 und 18,4 Prozent waren 65 Jahre oder älter. 55,3 Prozent der Bevölkerung war weiblich.

Das jährliche Durchschnittseinkommen eines Haushalts lag bei 39.683 USD. Das Pro-Kopf-Einkommen betrug 20.295 USD. 20,6 Prozent der Einwohner lebten unterhalb der Armutsgrenze.

## Ortschaften im Livingston County
| Citys - Chillicothe - Chula - Wheeling | Villages - Ludlow - Mooresville - Utica |

Unincorporated Communities
| - Avalon - Bedford - Blue Mound - Cream Ridge | - Dawn - Farmersville - Norville - Sampsel | - Springhill - Sturges |

## Gliederung
Das Livingston County ist in 13 Townships eingeteilt:
| Township             | Einwohner (2010) | FIPS     |
| -------------------- | ---------------- | -------- |
| Blue Mound Township  | 533              | 29-06580 |
| Chillicothe Township | 9732             | 29-13708 |
| Cream Ridge Township | 524              | 29-17146 |
| Fairview Township    | 410              | 29-23500 |
| Grand River Township | 250              | 29-28306 |
| Green Township       | 319              | 29-28990 |
| Jackson Township     | 543              | 29-35882 |

| Township             | Einwohner (2010) | FIPS     |
| -------------------- | ---------------- | -------- |
| Medicine Township    | 164              | 29-47090 |
| Monroe Township      | 309              | 29-49340 |
| Mooresville Township | 314              | 29-49808 |
| Rich Hill Township   | 1406             | 29-61436 |
| Sampsel Township     | 280              | 29-65774 |
| Wheeling Township    | 411              | 29-79198 |
|                      |                  |          |